# インドネシア鉄道BB305形ディーゼル機関車
BB305形ディーゼル機関車（ビービー305がたディーゼルきかんしゃ、インドネシア語：Lokomotif BB305）は、インドネシアのディーゼル機関車。日本車輌製造、イェンバッハー、CFD社が製造した、クレタ・アピ・インドネシア（インドネシア鉄道会社、PT.KAI）におけるかつての形式である。

## 概要
BB 305 01 - 03号機 および、BB 305 04 - 06号機と後に記述するBB 305 01号機の3種類に分けられる。現在、BB305形は運用離脱し廃車となっている。

### イェンバッハ製・CFD製車両
BB305形は当初、プロボリンゴ県にある国営製紙工場を運営するPTケルタス・レセス社によって6両が購入され、貨物輸送の牽引機関車として使用された。 BB305 01 - 03号機はオーストラリアのイェンバッハー・ヴェルケAG（現：GEイェンバッハー）で製造され、BB305 04 - 06号機はフランスのChemins de Fer Departementaux（CFD）で製造された。PTケルタス・レセスは1939年から続くインドネシア最古の製紙工場である。赤と青の塗装をまとった最後のペルムカ塗装車は、以前はルマジャン県ジャティロト地区のジャティロト製糖工場（PG）からPTケルタス・レセス社の工場地帯までバガスと麦藁を輸送し、製紙輸送にのみ使用されていたが、チャンティック・エクスプレスなどの旅客列車の牽引も担当した。全車両がジェンベル機関区に配置された。
イェンバッハ製の車両とCFD製の車両では設計が異なり、イェンバッハー製のBB 305 01 - 03号機は運転室が1つであるが、CFD製のBB 305 04 - 06号機には両運転台である。 イェンバッハーのBB305形の燃料容量は 2,000 Lで、CFD製のBB305形の燃料容量は 2,900　L である。イェンバッハー製車両の貯水タンクは、運転席の近くにあるが、CFD製車両では台車間に存在する。
一方、両メーカーで製造されたエンジンや機器性能には違いはなく共通であり、エンジンは、MTU 12 V 652 TB 11 を搭載し、重量は 52 トン (51 ロングトン、57 ショートトン)、出力は 1,160 kW (1,560 馬力) で、最高速度は 120 km/h (33 m/s) である。油圧変速機には、Voith L 720 rU2 が使用されている。
その後1998年にはPTケルタス・レセス社は財政難に見舞われ、PT.KA（後のPT.KAI）へ車両が譲渡された。その後、チャンティック・エクスプレス（スラバヤ - ジェンベル）やレンガニス号（バニュワンギ - ケディリ）などの旅客列車の牽引機関車へ転用された。電気式ディーゼル機関車への統一化計画に伴い、2006年以降にBB305形は全車両が運用離脱した。現在残っているのはBB305 03、04、06号機のみで、ジョグジャカルタ車両工場に留置されている。

### 日本車輌製造製車両
先の6両とは大きく異なる別のBB305形が存在する。日本の日本車輛製造で製造された BB305 01号機である。PTセメンヌサンタラ社（現：ダイナミックス（セメント））が所有した。1977年に運行を開始し、チラチャップ駅からセミヌサンタラ工場間をセメント輸送貨物列車を牽引した。コマツ・カミンズNRTD 6-B1ディーゼルエンジンを搭載し、重量は35トン（34ロングトン、39ショートトン）、出力は260kW（350馬力）、最高速度は55km/h（15m/s）である。日本車輛製造製のBB 305 01号機は現在では廃車となっている。

## ギャラリー

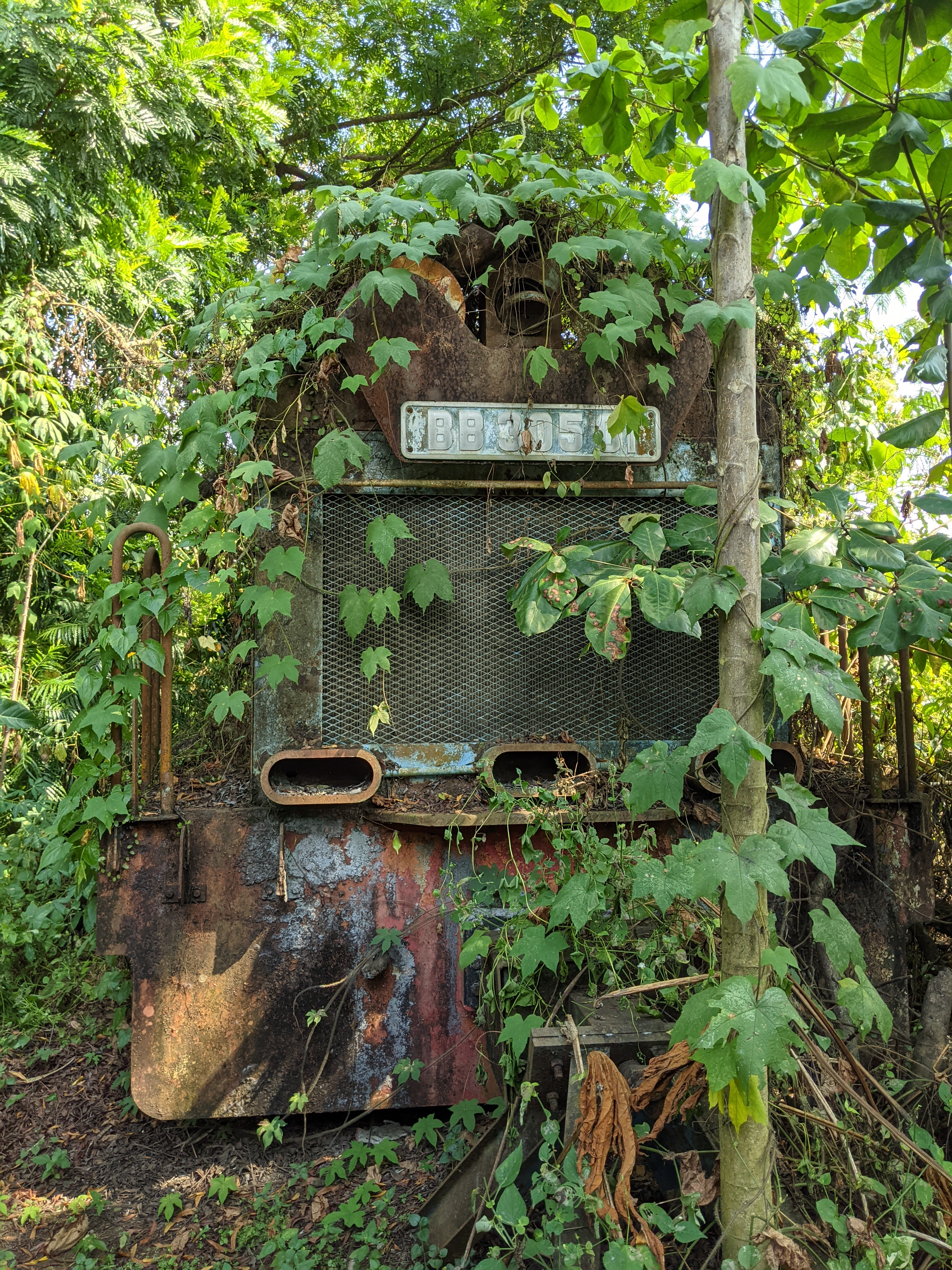
廃車され留置されたままの日本車輌製造製のBB305 01号機（1）
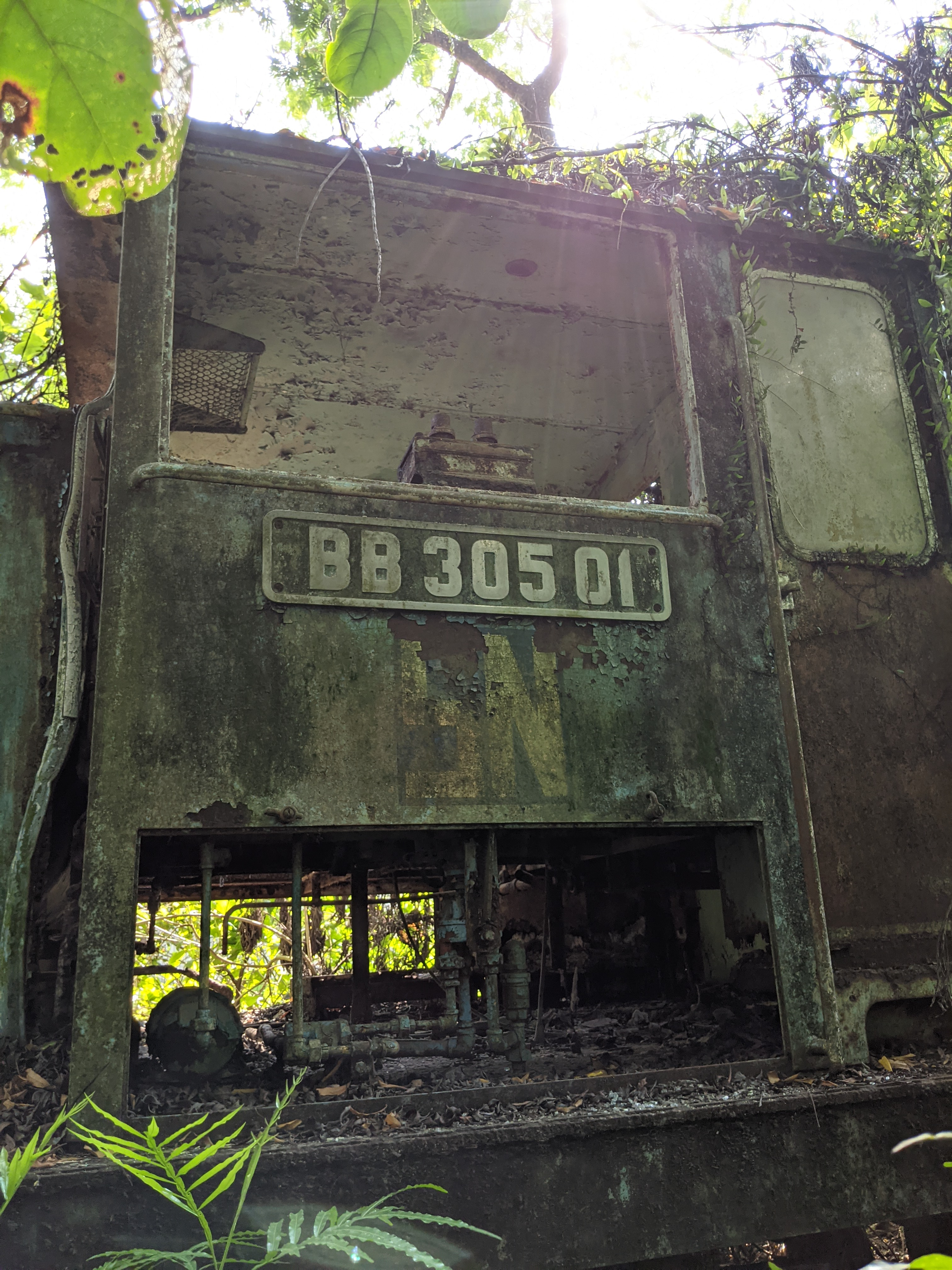
廃車され留置されたままの日本車輌製造製のBB305 01号機（2）
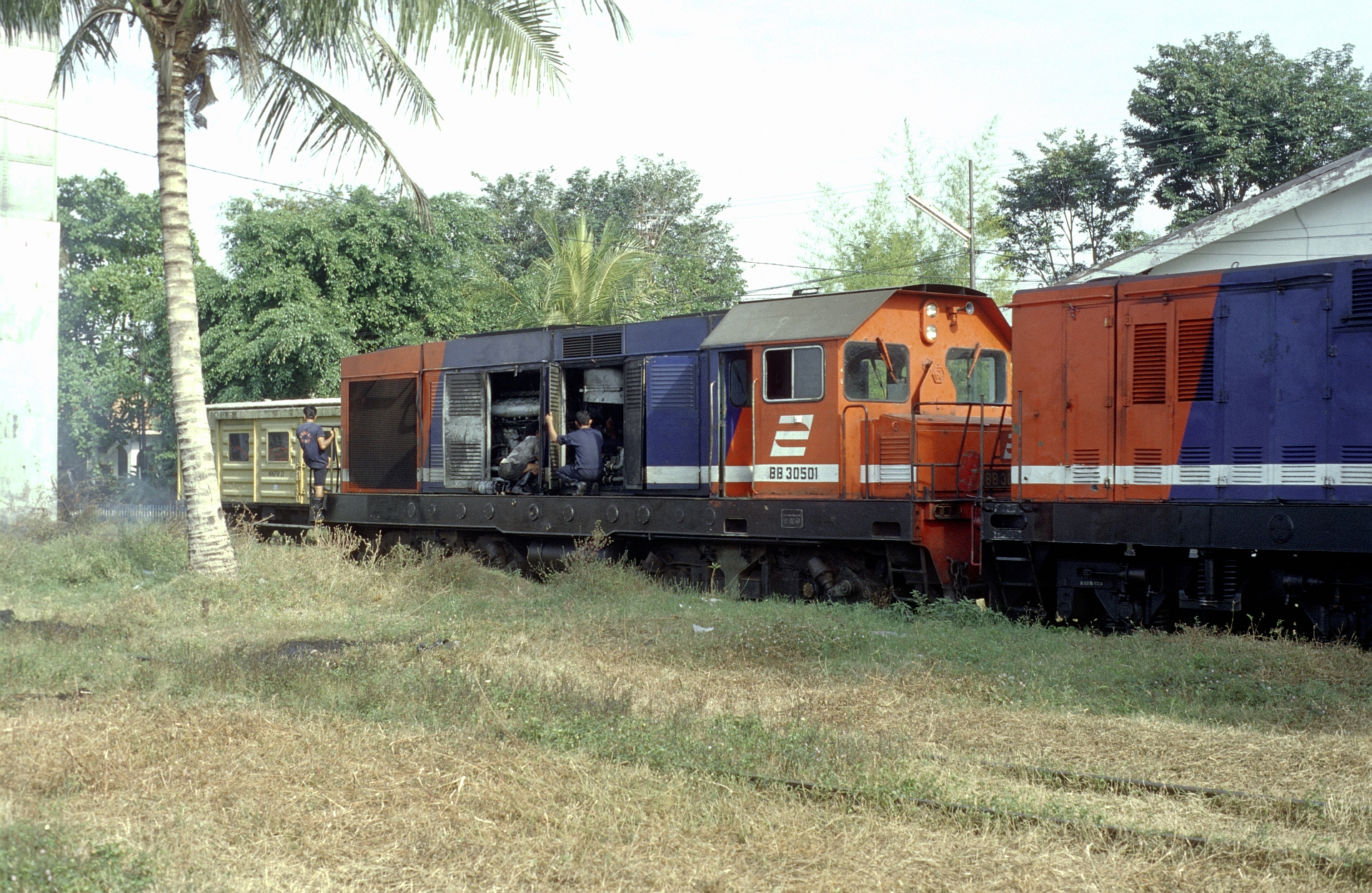
BB305 01号機
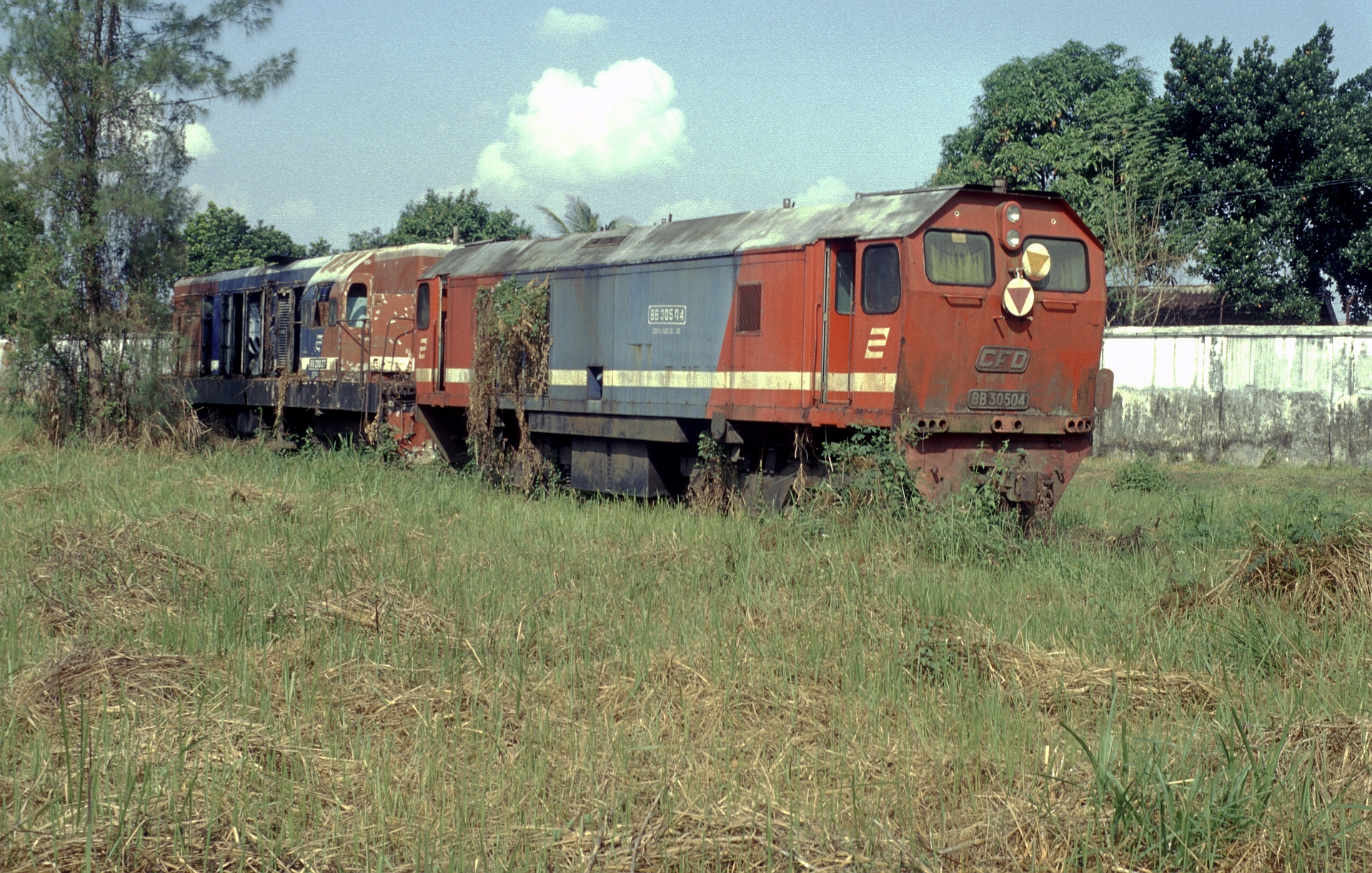
BB305 04号機